# Ерик Берн
Ерик Берн (Монтреал, 10. мај 1910 — Кармел на Мору, 15. јул 1970) био је канадски психијатар који је створио теорију трансакционе анализе у циљу објашњења људског понашања. 
Бернова теорија трансакционе анализе била је заснована на идејама Фројда, али се значајно и разликовала. Фројдовски психотерапеути су се у раду фокусирали на терапију разговором како би стекли увид у личност свог пацијента, док је Берн веровао да се увид у нечију личност може најбоље стећи анализом социјалних трансакција пацијената.
Берн је био први психијатар који је применио теорију игара на пољу психијатрије.

## Образовање (1927–1938)
Ерик Берн је рођен 10. маја 1910. године у Монтреалу, на Квебеку, у Канади као Ерик Ленард Бернштајн. Отац му је био Давид Бернштајн, др. опште медицине, а мајка Сара Гордон Бернштајн, књижевница. Имао је сестру Грејс, пет година млађу од њега. Бернова породица је емигрирала у Канаду из Пољске и Русије. Оба родитеља су му дипломирала на Универзитету Макгил у Монтреалу.
Бернов отац умро је од туберкулозе када је Берн имао 11 година. Мајка је Берна подстицала да крене стопама његовог оца и да студира медицину. Берн је дипломирао 1931. године  а магистрирао је хирургију на Медицинском факултету Универзитета Макгил 1935.
Берн се преселио у Сједињене Америчке Државе 1935. године када је започео стаж у једној болници у Њу Џерзију. Након завршетка једногодишњег стажирања 1936. године, почео је психијатријску праксу на Психијатријској клиници Медицинског факултета Универзитета у Јејлу, где је радио две године.
Године 1939. Берн је постао амерички држављанин и скратио име у Ерик Берн.
Године 1949. примљен је као стипендиста у Америчку психијатријску асоцијацију.

## Каријера (1938–1970)
Берн је од 1938 до 1940. године био асистент једном лекару у Ринг Санитариуму у Масачусетсу. Од 1940. до 1943. године био је запослен као психијатар у санитаријуму у Конектикату, а истовремено и као асистент у психијатријској болници у Њујорку. Такође је држао и приватну праксу. Године 1943, током Другог светског рата, Берн се придружио Медицинском тиму Сједињених Америчких Држава као психијатар. Почео је из чина поручника, преко чина капетана, дошао је до чина мајора.
Након отпуста 1946. године, настанио се у Кармелу у Калифорнији и наставио са психоаналитичким усавршавањем које је започео у Њујорку, пре рата. Од 1947. до 1949. године Берн се усавршавао код Ерика Ериксона. Од 1949. до 1964. године, Берн је имао приватну праксу и у Кармелу и у Сан Франциску и наставио је захтеван темпо истраживања и држања предавања. Све до 1970. Берн се фокусирао пре свега на своје писање и на теоријски рад.

## Трансакциона анализа
Берн је створио теорију трансакционе анализе како би објаснио људско понашање. Бернова теорија је заснована на идејама Фројда, што се најбоље може видети у његовој идеји три его-стања појединца: стање родитеља, одраслог и детета. Берн је истраживао комуникацију међу појединцима и назвао их је трансакције међуљудских интеракција, а често је користио и термин игре како би указао на одређене обрасце трансакција које су се у свакодневном животу више пута појављивале.
Зачетак трансакционе анализе може се пратити од првих пет Бернових чланака о интуицији, које је почео да пише 1949. Он је у том периоду радио на томе да постане психоаналитичар, а његови списи довели су у питање фројдовске концепте несвесног.
Године 1957. написао је чланак под називом Трансакциона анализа: Нова и ефикасна метода групне терапије. Објављивањем овог рада у Америчком часопису за психотерапију 1958. године, Бернова нова метода дијагнозе и лечења, трансакциона анализа, постала је стални део психотерапијске литературе. Поред преиспитивања његових концепата его стања и структуралне анализе, рад из 1958. године дао је важне концепте игре и скрипте.

## Игре које људи играју
Игре које људи играју: Психологија људских односа је бестселер књига Ерика Берна из 1964. године која је продата у више од пет милиона примерака. Књига описује функционалне и нефункционалне социјалне интеракције.

## Лични живот
Берн се женио три пута. Његова прва супруга била је Рут Харвеј, венчали су се 1942, имали су двоје деце, а развели су се споразумно 1945. Године 1949. оженио је Дороти Веј, са којом је такође имао двоје деце, а развели су се 1964. године.  Ерик се 1967. године трећи пут оженио са Тори Петерсон. Пар је живео у Кармелу у Калифорнији, а овај брак је такође завршио разводом, почетком 1970. године.
Берн је умро од срчаног удара у Кармелу 15. јула 1970.